# Русско-американское общество

Бюллетень, выпускаемый Русско-Американским Обществом в Сан-Франциско

Русско-Американское Общество (сокращённо РАО) (1941—1946) — благотворительная организация, созданная в Сан-Франциско для сбора средств и помощи СССР во время Второй мировой войны.

## История создания
29 июня 1941 года, через неделю после нападения нацистской Германии на СССР, на антифашистском митинге в Потреро-хилл, рабочем районе Сан-Франциско, было принято решение о создании «Русско-Американского Общества» («РАО»). Инициаторами организации «РАО» выступили эмигранты из России. Председателем был избран профессор Стэнфордского университета, известный художник Виктор Михайлович Арнаутов, белый офицер, эмигрировавший после разгрома армии Колчака. Вскоре в Нью-Йорке на собрании крупных чиновников, адвокатов и бизнесменов было учреждено «Общество помощи России в войне» («Russian War Relief», «Рашин Уор Релиф» или «РУР»). (В обоих названиях фигурировала Россия, а не СССР.) В сентябре 1941 года «РАО» и подобные благотворительные организации, возникшие в разных городах США, были официально узаконены правительством президента Рузвельта. Их объединяла единая цель: участие в сборе средств в Фонд Красной Армии, помощь населению и организация митингов, призывающих к скорейшему открытию второго фронта.

## Бюллетень «За Победу»
С 1942 года «РАО» выпускало Бюллетень «За Победу» на английском и русском языке, в котором печатались вести с фронтов, а также финансовые отчёты о проделанной работе. Бюллетень издавался ежемесячно на пожертвования. Работа редколлегии была безвозмездной. Последний номер Бюллетеня «За Победу» № 4/27 вышел в сентябре 1945 года. Генеральный Консул СССР Яков Миронович Ломакин получил подписанный авторами сборник Бюллетеней в благодарность за многочисленные выступления в поддержку открытия второго фронта на заседаниях «РУР» и «РАО» и за активное участие в программе ленд-лиза в 1942—1944 гг.

## Деятельность РАО
Членство в «РАО» объединило разнородные по своим политическим и религиозным убеждениям локальные клубы, созданные американскими гражданами, проживающими на западном побережье США. В большинстве своем это были эмигранты из России, Украины, Белоруссии и других славянских диаспор: рабочие, фермеры и люди творческих профессий. В 1941 году в Сан-Франциско и его пригородах проживало более 50 тысяч выходцев из России. Многие покинули родину после революции 1917 года и негативно относились к советской власти, но их объединяла ненависть к фашизму и сострадание к жертвам войны. Активную роль в работе «РАО» играли эмигрировавшие из царской России в результате религиозных преследований молокане, духоборы, прыгуны и старообрядцы, а также потомки русских евреев, спасшихся от погромов. Многие члены «РАО» принадлежали к «белой» постреволюционной волне, другие бежали от «красного террора» и ужасов гражданской войны. Простые, небогатые люди вносили деньги в Фонд Красной Армии, на которые активисты «РАО» закупали медикаменты, оборудование и инструменты для госпиталей. Из книги Арнаутова известно, что ежегодно денежные пожертвования составляли 20-25 тысяч долларов. Волонтёры собирали, упаковывали и отправляли посылки с одеждой и предметами быта. С сердечным теплом они писали письма, которые вкладывали в индивидуальные подарки солдатам.
Под председательством члена «РАО» эстонки Анастасии Юргенсон успешно работал «Клуб матерей» («Potrero Hill Mother’s Club», благотворительная организация, существовавшая с 1934 года). Они собирали средства не только для Красной Армии, но и для гражданского населения. Особую помощь они оказали московской детской больнице им. Русакова и разорённому фашистами Кардымовскому детскому дому под Смоленском. На митингах «РАО» с анализом происходящих военных операций Красной армии выступали герои Первой мировой войны: царский генерал Виктор Александрович Яхонтов (1881—1978) и полковник Борис Эммануилович фон Вах (1889—1958). Для сбора пожертвований устраивались концерты, балы, собрания, буфеты, |лотереи и выставки. Пожертвования делались не только в денежной форме. Для буфетов фермеры из прилегающих к Сан-Франциско сельскохозяйственных районов жертвовали продукты. В Бюллетенях «РАО» сохранились длинные поимённые списки с указанием размера пожертвований: 2 доллара и 1 гусь; 1 доллар плюс банка огурцов и дюжина яиц; одна индейка и ящик яблок. Литовский клуб женщин из Окленда жертвовал связанные ими свитера, шарфы и носки. Существовала строгая финансовая отчётность. Большая часть денежных средств собранных для Красной армии «РАО» передавало «Обществу помощи России в войне», которое имело свои филиалы более чем в 40 городах США и поддерживалось влиятельными спонсорами. В Нью-Йорке на митингах за сбор пожертвований в помощь Красной Армии участвовал мэр Нью-Йорка, республиканец Фьорелло Ла Гуардиа. 20 июня 1942 года он выступил с призывом собрать 6 млн долларов для советских госпиталей.
Из портовых городов западного побережья США на транспортных судах ВМФ СССР и на судах «Либерти», построенных для перевозки грузов по программе ленд-лиза, перевозили ящики, собранные активистами «РАО». Поставки грузов из США правительство СССР держало в строгой секретности от своего народа. Все суда шли под советским флагом и с советским экипажем. Значительную часть разгрузочных работ выполняли заключённые ГУЛАГа. Трюмы кораблей «Либерти» после разгрузки советская власть использовала для транспортировки заключённых в многочисленные лагеря Дальнего Востока. Члены «РАО» не имели представления о злодеяниях сталинского режима. В 1942 году была опубликована фотография и заметка о героизме генерал-лейтенанта Якова Владимировича Смушкевича, дважды Героя Советского Союза, который был арестован НКВД и расстрелян как «враг народа» еще до начала войны.
После тягот безработицы времен «великой депрессии» интерес к первому государству «рабочих и крестьян» был огромен. Правительство президента Рузвельта сумело вывести страну из экономического кризиса, что придавало людям уверенность в правильности его политики в отношении помощи Красной Армии.

## Окончание деятельности РАО
После смерти Рузвельта и капитуляции Германии раздел сфер влияния в Европе привёл к острой конфронтации между СССР и США. При правлении президента Трумэна вся деятельность помощи СССР в войне была объявлена «антиамериканской». В период маккартизма «РАО» попало в длинный список благотворительных и правозащитных организаций под общим названием «коммунистический фронт». Многие активисты потеряли работу, остались без надежды найти новую, предстали перед судом, преследовались ФБР, некоторые были вынуждены покинуть страну